# Dolichoderus inferus
Dolichoderus inferus   (лат.) — вид муравьёв рода Dolichoderus из подсемейства Dolichoderinae (Formicidae). Австралия (Новый Южный Уэльс, Виктория). Длина около 5 мм, окраска в основном чёрная, ноги коричневые. Пронотум округлый без шипиков, проподеум с длинными шипами, направленными назад и вверх (scabridus group). Головной индекс (CI, соотношение ширины головы к длине × 100): 92—97. Длина головы рабочих 1,44—1,54 мм, длина скапуса 1,38—1,46 мм, ширина головы 1,33—1,42 мм. Индекс скапуса (SI, соотношение длины скапуса к длине головы × 100): 100—105. Стебелёк между грудкой и брюшком состоит из одного членика петиолюса. Dolichoderus inferus сходен с видами Dolichoderus ypsilon, Dolichoderus rufotibialis и Dolichoderus niger, отличаясь от них широким на дорзальном виде узелком петиолюса. Вид был впервые описан в 2013 году австралийскими мирмекологами Стивеном Шаттаком и Шароном Марзденом (Shattuck Steven O. & Sharon Marsden; CSIRO Ecosystem Sciences, Канберра, Австралия).